# HD 27631 b
إتش دي 27631 ب (بالإنجليزية: HD 27631 b)‏ هو كوكب خارج المجموعة الشمسية، تفوق كتلة كتلة كوكب المشتري. يدور حول نجمه الذي يبعد عنه 3.25 وحدة فلكية، وهو ما يلزمه أن يستغرق ست سنوات ليتم دورته حول نجمه إتش دي 27631. مداره منحرف بنسبة 12% تقريبًا.

## وصلات خارجية
- "HD 27631". Exoplanets. مؤرشف من الأصل في 2016-11-30.